# Charlotte Bonnet
Charlotte Bonnet (Enghien-les-Bains, 14 de fevereiro de 1995) é uma nadadora francesa, medalhista olímpica.
Nos Jogos Olímpicos de Londres 2012, ganhou a medalha de bronze com o revezamento 4x200 m livres.